# Woody Feldmann
Woody Feldmann (* 1971 in Griesheim) ist eine deutsche Komikerin.

## Leben
Woody Feldmann war bereits als Kind im Karneval aktiv. Sie ist gelernte Einzelhandelskauffrau und Fotografin.
Im Alter von 20 Jahren wurde sie von Regisseur Peter Wunderlich entdeckt, spielte u. a. am Theater in Braunschweig kurzzeitig Henri de Toulouse-Lautrec.
Inzwischen ist sie als Komikerin, Karnevalistin und Moderatorin aktiv. Ihr Stil basiert auf Improvisation und Alltagsbeobachtung. Markenzeichen ist ihre androgyne Erscheinung bei einer Körpergröße von 1,58 Meter.
Sie trat auf einer Reihe von Festivals auf wie dem Schlossgrabenfest und spielte bis 2022 regelmäßig auf ihrer eigenen Heimatbühne in Riedstadt. Ferner moderiert Feldmann regelmäßig Veranstaltungen in der hessischen Fastnacht – unter anderem die Weiberfastnacht.